# Selfi, bragas y rocanró
Selfi, bragas y rocanró es el decimoquinto disco de estudio de Mojinos Escozíos. Salió a la venta en 2015 y contiene 15 nuevas canciones.

## Lista de canciones
1. Papas con arró y bakalati - 4:10
2. ¡Si se puede! - 2:41
3. La trompeta - 5:10
4. Kandy Kras - 3:35
5. Los raperos empotraos - 4:15
6. El pellejo - 3:50
7. Aligera y saca la cartera - 3:45
8. Aligera y saca la manguera - 3:12
9. La sensación del verano - 3:57
10. Yo de mayor quiero ser soltero - 3:21
11. Paquito el mosquito - 2:10
12. La cucaracha (Písala, parte segunda) - 4:35
13. Tengo un chino en el zapato - 3:02
14. Whisky doble españó - 2:30
15. Caroline - 4:20